# Panhard & Levassor Type X40
Der Panhard & Levassor Type X40 ist ein Pkw-Modell der 1920er Jahre. Hersteller war Panhard & Levassor in Frankreich.

## Beschreibung
Die Fahrzeuge haben einen ventillosen Schiebermotor nach einer Lizenz von Charles Yale Knight. Im Motorcode „SK4E2“ steht das „K“ für Knight und die „4“ für die Anzahl der Zylinder.
Der Vierzylinder-Reihenmotor hat 85 mm Bohrung, 140 mm Hub und 3178 cm³ Hubraum. Er wurde auch 16 CV genannt. Besonderheit ist eine „Flector“ genannte Art der Kraftübertragung des Frontmotors zur Hinterachse, bei der elastische Gummielemente die üblichen Gelenke einer Kardanwelle ersetzen.
Der Radstand beträgt maximal 337 cm, wobei eine Quelle für 1924 genau 337 cm angibt.
Bekannt sind die Karosseriebauformen Torpedo, Limousine und Cabriolet.
Das Modell löste 1924 den ähnlichen Type X36 ab und erhielt im selben Jahr mit dem Type X46 einen Nachfolger. In dem Jahr wurden von diesen drei Modellen zusammen 646 Fahrzeuge hergestellt und davon 100 exportiert. Die Modelle sind in der Statistik nicht getrennt.